# Paul Laperne
Pour les articles homonymes, voir Laperne.
Pas d'image ? Cliquez ici

a Compétitions nationales et continentales officielles uniquement.

Dernière mise à jour le 22 avril 2025.
Paul Laperne, né le 6 septembre 2003 à Oloron-Sainte-Marie (Pyrénées-Atlantiques), est un joueur français de rugby à XV évoluant au poste de talonneur avec l'US Dax.
Son père, David Laperne, est un joueur international français de rugby à XV devenu entraîneur.

## Biographie

### Jeunesse et formation
Paul Laperne naît le 6 septembre 2003 à Oloron-Sainte-Marie, capitale du Haut-Béarn. Il est le fils de David Laperne, joueur international français de rugby à XV et entraîneur.
Il découvre le rugby à XV dès 2009 en intégrant l'école de rugby du FC Oloron, où il se lie d'amitié avec Baptiste Jauneau,.
En juillet 2018, il quitte sa région natale pour rejoindre le centre de formation du Biarritz olympique, au Pays basque. Reconnaissant le potentiel de son ami d'enfance, il recommande à son nouveau club de recruter également ce dernier.
En manque de temps de jeu, Paul Laperne rejoint à l'intersaison 2023 les Landes voisines et le centre de formation de l'Union sportive dacquoise,, suivant ainsi les traces de son père, ancien joueur emblématique du club. Il évolue ainsi avec l'équipe espoir durant sa première saison à Dax.

### Carrière professionnelle
Alors qu'il est toujours membre du centre de formation pour la saison 2024-2025 mais s'entraîne régulièrement avec le groupe professionnel, Paul Laperne est appelé pour la première fois en équipe première, jouant son premier match professionnel le 24 janvier dans le cadre du déplacement au Soyaux Angoulême XV, entrant en jeu pour 28 minutes depuis le banc des remplaçants. Progressivement intégré dans la rotation par le manager Jean-Frédéric Dubois, il est titularisé pour la première fois face à Oyonnax Rugby,, avant de participer aux rencontres contre l'USON Nevers — au cours de laquelle il inscrit son tout premier essai professionnel — et Provence Rugby. À l'issue de cette saison, il signe son premier contrat professionnel avec l'US Dax, pour une durée de trois années.